# Cadeira do dragão
Cadeira do dragão foi um instrumento de tortura utilizado pela polícia política do Brasil, DOPS, e também pelo DOI-CODI na época da ditadura militar para se obter informações de pessoas suspeitas de participarem de ações de insurgência contra o regime militar, sobretudo participantes de grupos revolucionários de esquerda, artistas, professores, escritores e qualquer um que o governo suspeitasse de suposto terrorismo ou traição.

## Descrição
Era uma espécie de cadeira elétrica, com assento, apoio de braços e espaldar de metal onde um indivíduo era colocado e amarrado aos pulsos por cintas de couro. Eram amarrados fios em suas orelhas, língua, em seus órgãos genitais (enfiado na uretra), dedos dos pés e seios (no caso de mulheres). As pernas eram afastadas para trás por uma travessa de madeira que fazia com que a cada espasmo causado pelo choque elétrico sua perna batesse violentamente contra a travessa de madeira causando ferimentos profundos.
A cadeira possuía um terminal elétrico, onde era conectada a um dínamo que gerava energia manualmente através de uma manivela usada pelo torturador. Esta máquina era chamada pelos torturadores de "pimentinha". Água era jogada sobre o corpo completamente nu do torturado o que fazia com que a força do choque fosse elevada ao extremo. Era também comum a prática de espancar o torturado entre um choque e outro.
Esse método, bem como outros, são descritos no livro "Brasil: nunca mais" de Dom Paulo Evaristo Arns.